# Makawehifink
Makawehifink (Telespiza persecutrix) är en förhistorisk utdöd fågel i familjen finkar inom ordningen tättingar som tidigare var endemisk för öarna Oahu och Kauai i Hawaiiöarna. Den är enbart känd från fossila lämningar och dog troligen ut innan européerna kom till ögruppen 1778.

## Utseende och levnadssätt
Makawehifinken var cirka 14 cm lång och hade en väldigt trubbig näbb som möjligen kunde krossa frön och blommor, till exempel blommor från Metrosideros polymorpha. Det spekuleras också i att den också åt insekter. Makawehifinken tros ha överlevt i bergsskogar, men fossil har återfunnits framför allt i låglänta områden. 

## Utdöende
Mycket litet är känt om arten. Den är endast känd från benlämningar funna i grottor. Det verkar som att makawehifinken började dö ut redan när de första polynesiska bosättarna kom till ögruppen. De röjde land för odling och introducerade arter som de inhemska fåglarna inte hade något skydd mot. Artens antal minskade kraftigt i början av 1500-talet. Det spekuleras att den eftersom den levde i låglänta områden kom den i kontakt med sjukdomar som de introducerade arterna bar på. Även idag är sjukdomar och parasiter ett stort hot mot Hawaiis ursprungliga fågelfauna.

## Familjetillhörighet
Arten tillhör en grupp med fåglar som kallas hawaiifinkar. Länge behandlades de som en egen familj. Genetiska studier visar dock att de trots ibland mycket avvikande utseende är en del av familjen finkar, närmast släkt med rosenfinkarna. Arternas ibland avvikande morfologi är en anpassning till olika ekologiska nischer i Hawaiiöarna, där andra småfåglar i stort sett saknas helt.